# Condrita H

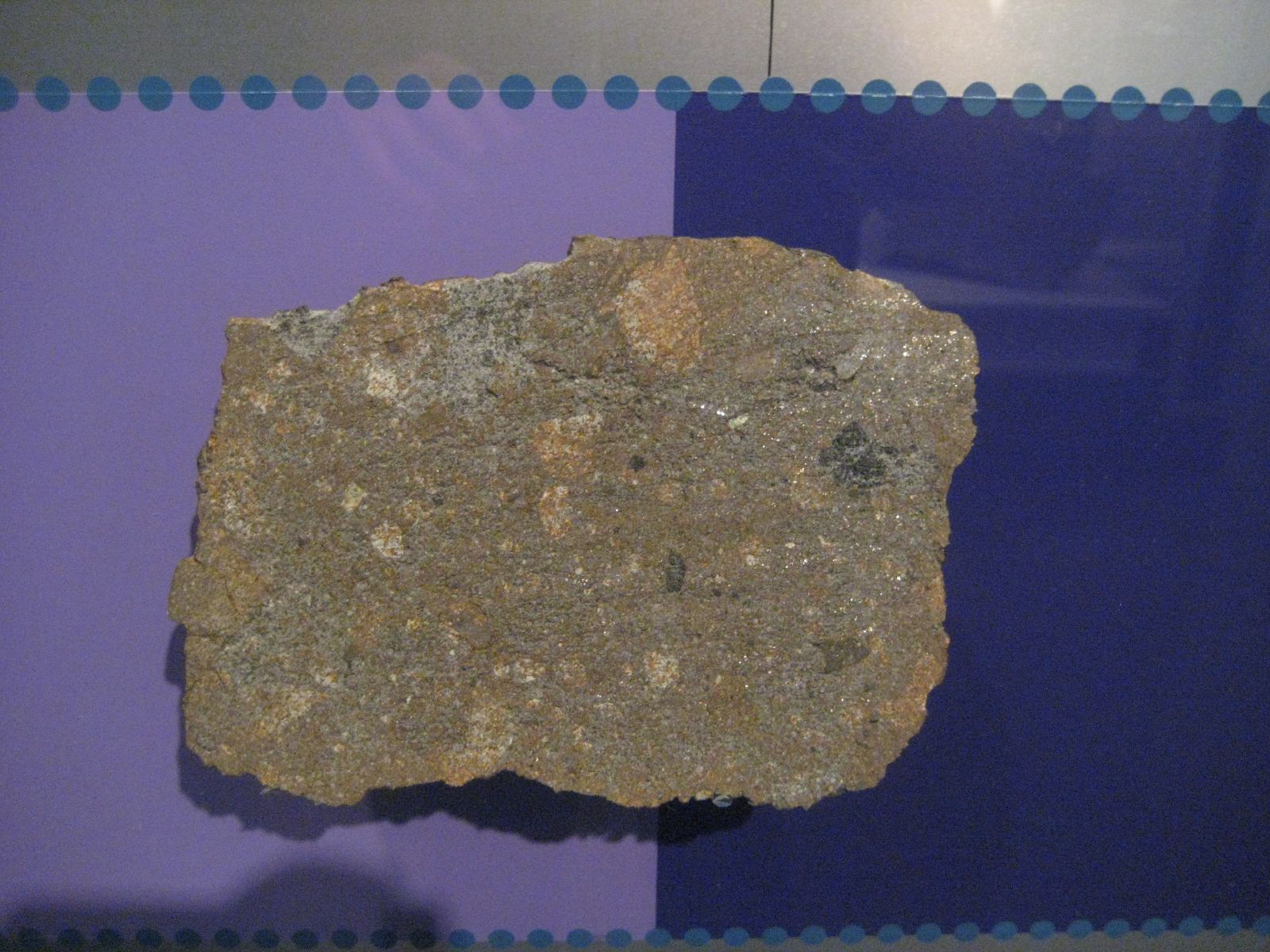
Meteorito Wreston, H4

Las condritas ordinarias de tipo H son el tipo más común de meteoritos, representando aproximadamente el 40% de todos los catalogados, el 46% de las condritas ordinarias y el 44% de las condritas. Se cree que las condritas ordinarias se originaron a partir de tres asteroides progenitores, cuyos fragmentos forman respectivamente las condritas H, las condritas L y las condritas LL.

## Nombre
El nombre viene de su alta (high, en inglés) abundancia de hierro, con respecto a otras condritas ordinarias.
Históricamente, las condritas H han sido llamadas condritas Bronzitas para los minerales dominantes, pero actualmente estos términos están obsoletos.

## Cuerpo parental
Un probable cuerpo parental para este grupo es el tipo asteroide de tipo S (6) Hebe, con los candidatos menos probables (3) Juno y (7) Iris. Se supone que estos meteoritos surgen de los impactos de pequeños asteroides cerca de la Tierra de (6) Hebe en el pasado, en lugar de originarse directamente de (6) Hebe.
Las condritas H tienen proporciones de isótopos de oxígeno muy similares a los meteoritos de hierro IIE, lo que hace probable que ambos procedan del mismo cuerpo parental.

## Hierro
Su alta abundancia de hierro es de aproximadamente 25-31% en peso. Más de la mitad de esto está presente en forma metálica, haciendo a estos meteoritos fuertemente magnéticos a pesar de su apariencia condrítica.

## Mineralogía
Los minerales más abundantes son bronzita (un ortopiroxeno) y olivino. Característico es el contenido de fayalita (Fa) del olivino de 16 a 20% en moles. Contienen también 15-19% de níquel-hierro metálico y aproximadamente el 5% de troilita. La mayoría de estos meteoritos se han metamorfizado significativamente, con más del 40% en la clase petrologica 5, la mayor parte del resto en las clases 4 y 6. Solo unos pocos (alrededor del 2,5%) son de la clase petrologica 3.

## Galería

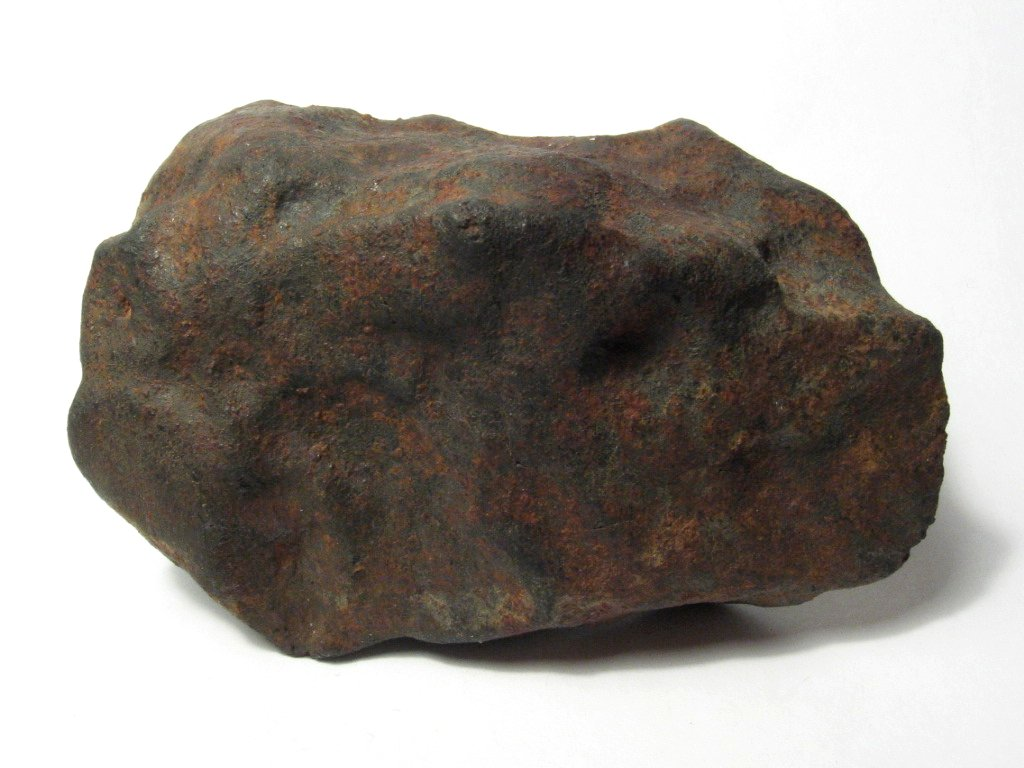
Gao-Guenie, H5
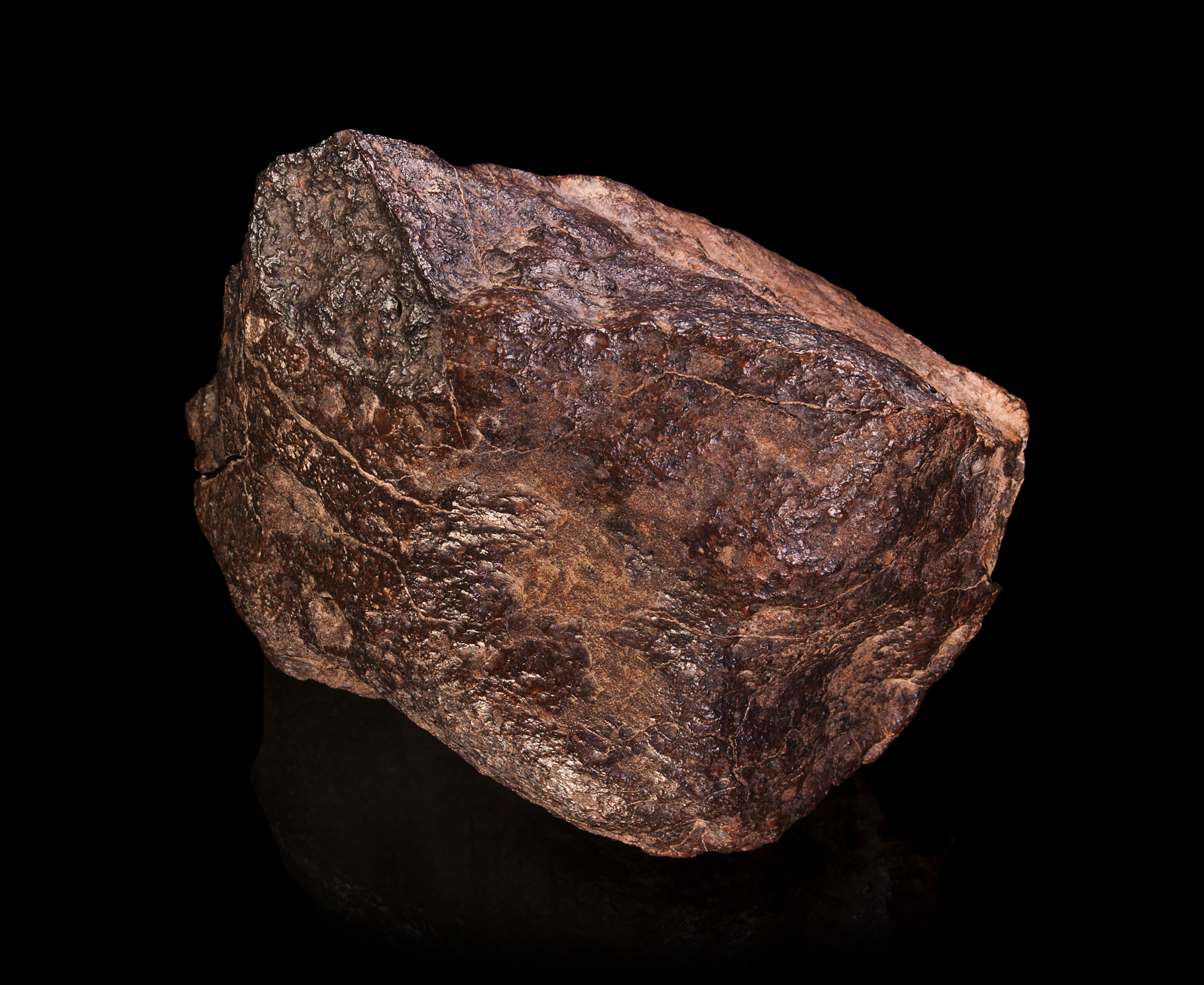
H5 Dar Bou Nali Sur de Marruecos